# Emil Hallfreðsson
Emil Hallfreðsson (parfois orthographié Emil Hallfredsson, né le 29 juin 1984 à Hafnarfjörður) est un footballeur international islandais.
Hallfreðsson a été transféré au FK Lyn Oslo par Tottenham le 10 juillet 2007, puis il a été vendu à la Reggina seulement deux semaines plus tard. En août 2009, il est prêté pour un an à Barnsley. Le 31 août 2010, il est acheté par l'Hellas Vérone.

## Carrière en club
Évoluant de préférence comme milieu offensif gauche, Hallfreðsson a été repéré par Frank Arnesen, alors directeur sportif de Tottenham Hotspur, en janvier 2005, après avoir passé ses années de formation à FH Hafnarfjörður en Islande. Tottenham était à la recherche de joueurs qui pourraient résoudre leurs problèmes côté gauche, et les recrutements combinés d'Andy Reid, Emil Hallfreðsson et Reto Ziegler en 2005 ont été réalisés pour créer davantage de concurrence à ce poste. Avec le départ de Hallfreðsson de White Hart Lane en 2007, ils ont tous quitté le club.
Hallfreðsson est devenu un joueur titulaire avec l'équipe réserve de Tottenham Hotspur, et joué un rôle prépondérant dans la victoire des Spurs en championnat des réserves 2006. Il a ensuite été prêté quatre mois au club suédois de Malmö FF, jouant 24 matchs et marquant huit buts, avant de retourner en Angleterre à l'automne.
Son objectif était alors d'intégrer l'équipe première des Spurs, mais lors de ses derniers mois au club, il n'a été sélectionné pour aucun match. En juillet 2007, il a été vendu au club norvégien de Lyn, où il devait rester jusqu'en 2010. Sa première et unique apparition en tant que titulaire avec Lyn fut contre le FK Bodø/Glimt lors d'un match de Coupe norvégienne. Trois jours plus tard, le club a annoncé que Hallfreðsson serait sur le point de partir pour l'Italie et la Reggina Calcio. Il rejoint en effet le club italien à la fin de l'été 2007. Après deux saisons passées à la Reggina Calcio, il est prêté le 14 août 2009 au Barnsley FC.

## Carrière internationale

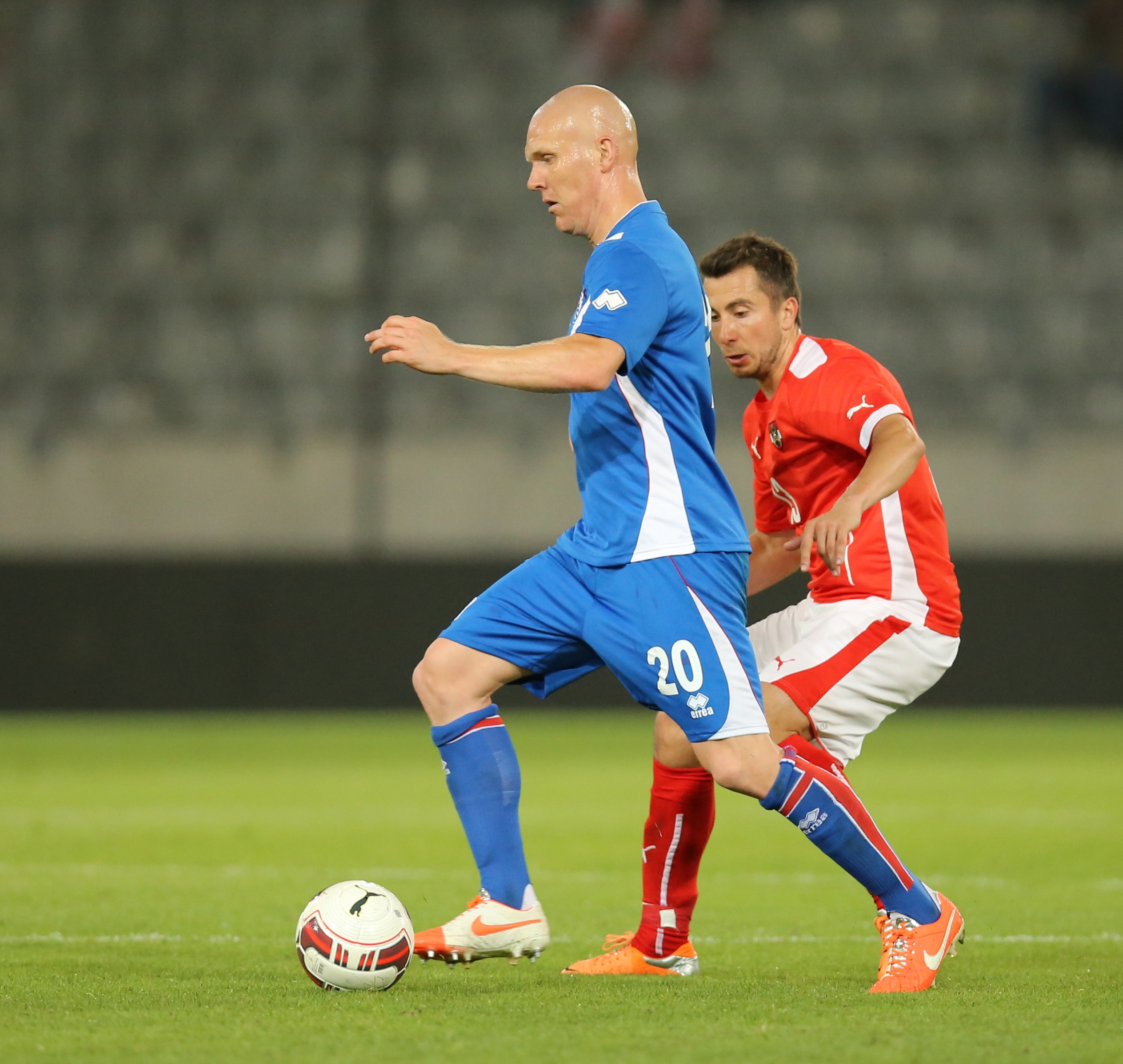
Hallfreðsson avec l'Islande en 2014

Emil Hallfreðsson a joué à plusieurs reprises avec l'équipe islandaise des moins de 21 ans, et fait ses débuts avec l'équipe A islandaise en 2005, contre l'Italie. En 2007, il a été sélectionné pour la campagne de qualification pour l'Euro 2008, marquant un but contre l'Espagne (1-1). Il est par la suite sélectionné par l'entraîneur Lars Lagerback pour faire partie des 23 joueurs participant à l'Euro 2016. Lors du tournoi en France, il participe à la compétition avec son équipe nationale, l'aventure s'arrête en quart de finale lorsque l'Islande perd contre l'équipe de France (2-5).
Il fait partie de la liste des 23 joueurs islandais sélectionnés pour disputer la Coupe du monde de 2018 en Russie.  Il y jouera deux des trois matchs de poules face à l'Argentine, le Nigeria et la Croatie. Les Islandais sont éliminés dès la phase de groupes.  

## Palmarès
FH Hafnarfjörður
- Champion d'Islande (1) : 2004
- Vainqueur de la Coupe de la Ligue islandaise (1) : 2004